# Dương Minh Châu
Dương Minh Châu (1912-1947) là Chủ tịch Ủy ban hành chính kháng chiến tỉnh Tây Ninh.

## Tiểu sử
Dương Minh Châu sinh ra và quê ở làng Ninh Thạnh, tổng Hoà Ninh, huyện Châu Thành (nay là phường 1, TP. Tây Ninh).
Năm 1930 Dương Minh Châu lên Sài Gòn, học xong tú tài.
Năm 1938, ông tốt nghiệp Cử nhân và là thủ khoa của khoa Luật trường Cao đẳng Luật Hà Nội. Sau đó sang Campuchia làm Tham tán luật sư ở Toà án Nam Vang (Phnôm Pênh).
Đến 1946, ông tham gia kháng chiến Nam Bộ, đại biểu quốc hội nước Việt Nam Dân chủ Cộng hoà khoá I, được giữ chức Chủ tịch Uỷ ban Hành chính Kháng chiến Tây Ninh.
Trong khi đó tại miền Nam Việt Nam, đạo Cao Đài công khai chống Việt Minh vì bất đồng quan điểm về chiến lược chống Pháp từ tháng 1 năm 1946. Ông là người đại diện Việt Minh đến thương thuyết với Phạm Công Tắc (Giáo chủ đạo Cao Đài lúc bấy giờ). Bị thực dân Pháp phục kích hi sinh ngày 7 tháng 2 năm 1947 tại ấp Bến Cừ xã Ninh Điền huyện Châu Thành (Tây Ninh).
Năm 1949 căn cứ Trà Vọng được đổi tên thành căn cứ Dương Minh Châu. Tháng 5 năm 1951, huyện căn cứ Dương Minh Châu được thành lập.

## Cái chết
Theo tài liệu của Ban Đạo Sử Tòa Thánh Tây Ninh lưu trữ có tường thuật như sau:
Sau khi gặp Đức Hộ pháp xong, đích thân Hồ Tấn Khoa đưa Dương Minh Châu về mật khu. Khi từ giã Ngài hỏi Dương Minh Châu tới đây đã an toàn chưa? Dương Minh Châu nói là đã an toàn nên Hồ Tấn Khoa từ giã Dương Minh Châu để về Toà Thánh Tây Ninh. Trước khi về ông có dặn Dương Minh Châu là có nghe được một tin mật là lính Pháp sẽ ruồng bố vào ngày mai, các anh em trong khu hãy cẩn thận.
Sau khi Hồ Tấn Khoa về, Dương Minh Châu cho rút cán bộ ở các trạm gác bên ngoài hết. Thay vì về thẳng mật khu, ông cùng các đồng chí của mình còn đi quan sát khắp nơi, coi có thi hành chu đáo hay không.
Đến xế chiều ông mới về tới mật khu, gặp người vợ ở ngoài Tây Ninh ẵm đứa con độ 2 đến 3 tuổi vào chờ thăm. Vợ chồng cha con gặp nhau mừng rỡ, chừng nói chuyện thì đã quá trễ, gần tối không vào Tây Ninh kịp, nhưng tin tưởng nơi các hầm bí mật, không ai phát giác được nên để vợ con ở lại nghỉ đêm ở mật khu đến sáng sẽ đưa về. Không ngờ nội đêm đó quân Pháp vô tới không hay, vì các trạm gác bên ngoài đã cho rút hết rồi, không ai báo tin. Đến chừng bọn Pháp vô gần tới, thì mạnh ai nấy chạy trốn, theo nhiều hầm bí mật đã đào sẵn. Rủi cho Dương Minh Châu lúc chạy trốn lại ẵm đứa con nhỏ theo, còn vợ thì chạy hầm khác. Khi bọn Pháp vô tới nơi kiếm không thấy ai hết, nên bắn súng la hét om sòm làm cho em nhỏ hoảng sợ, phát khóc. Do đó quân Pháp truy ra chỗ Dương Minh Châu ẩn núp lôi ra bắn chết bỏ thây tại chỗ và bắt em nhỏ đem về Tây Ninh. Kiếm không được ai nữa quân Pháp mới rút đi hết, chừng đó anh em trở ra mới hay Dương Minh Châu đã chết.

## Tặng thưởng & Đường mang tên Ông
Ngày 25/4/1949, Dương Minh Châu đã được Chính phủ nước Việt Nam Dân chủ Cộng hoà truy tặng Huân chương Kháng chiến hạng Nhất.
Năm 1998 ông được Chủ tịch nước truy tặng danh hiệu Anh hùng Lực lượng Vũ trang Nhân dân; Huân chương Độc lập hạng Nhất.
Tên ông được đặt tên cho các con đường ở các thành phố: Tây Ninh, Rạch Giá, Pleiku,... và một huyện ở tỉnh Tây Ninh